# Broich (Wegberg)
Broich (mit rheinischem Dehnungs-i, gesprochen Brooch) ist ein Ortsteil der Mittelstadt Wegberg im Kreis Heinsberg im Bundesland Nordrhein-Westfalen.

## Geografie

### Lage
Broich liegt südwestlich von Wegberg.

### Nachbarorte
| Bischofshütte | Klinkum                                     | Wegberg |
| Brunbeck      | Kompassrose, die auf Nachbargemeinden zeigt | Watern  |
| Wildenrath    | Tüschenbroich                               |         |

## Geschichte
Über den Ort Broich steht geschrieben: Danach scheint in dem heutigen Ortsteil Broich eine Wassermühle betrieben worden zu sein. In der Nähe des Hauses Hemshorn war in früheren Jahren noch ein „Stau“ festzustellen; der Bach hat sich verlaufen, das Bachbett ist teilweise noch zu erkennen. An der heutigen Biberfarm wird das Wasser der früheren „Brunbeek“ gestaut und bildete einen kleinen Weiher. Der Name „Roßweiher, Roßweide“ rührt wohl daher, dass die Pferde des Schlosses Tüschenbroich dort ihre Tränke oder Schwemme hatten.
1912 zählte Broich 4 Wohnhäuser mit 12 weiblichen und 8 männlichen Einwohnern.
Im Jahr 1935 werden im Adreßbuch des Kreises Erkelenz für Broich 4 berufstätige Personen namentlich aufgeführt: Neben einem Landwirt unter anderem noch ein Pliesterer (ein Beruf, der heute fast ausgestorben ist).
Im Juni 2011 lebten in Broich 21 Personen.

## Infrastruktur
Der Ort ist ländlich geprägt und ohne Durchgangsverkehr.

## Sehenswürdigkeiten

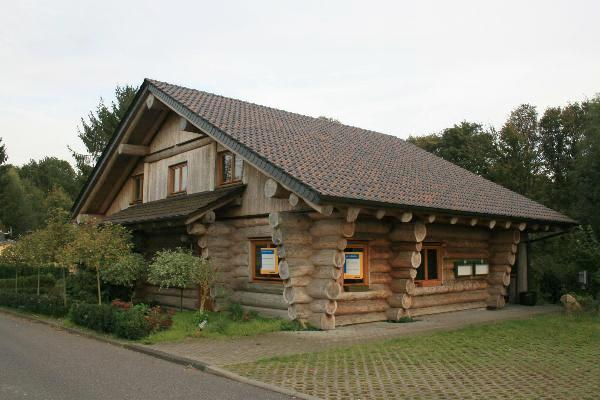
Blockhaus in Broich

- Holzblockhaus an der Straße nach Broich

## Vereine
- Dorfgemeinschaft Brunbeck-Broich
- Freiwillige Feuerwehr Wegberg, Löschgruppe Tüschenbroich, zuständig für die Ortschaft Broich